# شهرداری ماناتوتو
شهرداری ماناتوتو (به لاتین: Manatuto Municipality) یک منطقهٔ مسکونی در تیمور شرقی است که در تیمور شرقی واقع شده‌است. شهرداری ماناتوتو ۱٬۷۸۲ کیلومتر مربع مساحت دارد.